# William Turner Thiselton-Dyer
William Turner Thiselton-Dyer (Westminster, 28 luglio 1843 – Whitcombe, 23 dicembre 1928) è stato un botanico britannico.

## Biografia
Figlio di William George Thiselton-Dueyr e di Caterina Jane Firminger, studiò al King's College di Londra dal 1861 al 1863 e poi al Christ Church di Oxford da 1863 al 1865. Ottenne in seguito il Baccalaureato in Scienze, il Master in Arti, divenne Dottore in Legge, Dottore in Scienze, e conseguì infine il Ph.D.
Insegnò Scienze naturali presso la Scuola reale di Agricoltura di Cirencester a partire dal 1868, e in seguito Botanica al Royal college di Dublino dal 1867 al 1872, nonché alla Scuola reale di Orticoltura di Kensigton Sud dal 1872 al 1875.
Fu nominato direttore dei Giardini botanici reali di Kew nel 1885, incarico che conservò sino al suo pensionamento, nel 1905. Nel frattempo fondò il Bollettino dei Giardini. Fu membro di numerose Società scientifiche, in particolare la Royal Society, di cui tenne la vicepresidenza nell'anno 1896-1897.
Dyer fu, notoriamente, l'autore di Flora del Middelsex (1869), in collaborazione con Henry Trimen, e sovrintese all'edizione di How Crops are Crown. Nel 1875, con Alfred William Bennett, tradusse l'opera di Julius Sachs Lehbuch der botanik.  Contribuì inoltre alla denominazione di specie vegetali con il lessico greco-inglese, a fianco dei filologi Henry Liddell e Robert Scott e ad altre opere di latino e di greco.

## Vita privata
Nel 1877 sposò Harriet Ann Hooker, figlia di Sir Joseph Dalton Hooker, direttore dei Giardini botanici reali di Kew. 

## Opere
- Essays on the endowment of research, 1876.
- Biologia centrali-americana: or, Contributions to the knowledge of the fauna and flora of Mexico and Central America, 1879-1888.
- Flora Carpensis, con William Henry Harvey, 1896-1925.
- Icones Plantarum, 1896-1906.
- Flora of Tropical Africa, 1897-1913.
- Orchidaceae in flora of tropical Africa, con Robert Allen Rolfe, 1898.